# Gábor Ugron (Politiker, 1847)

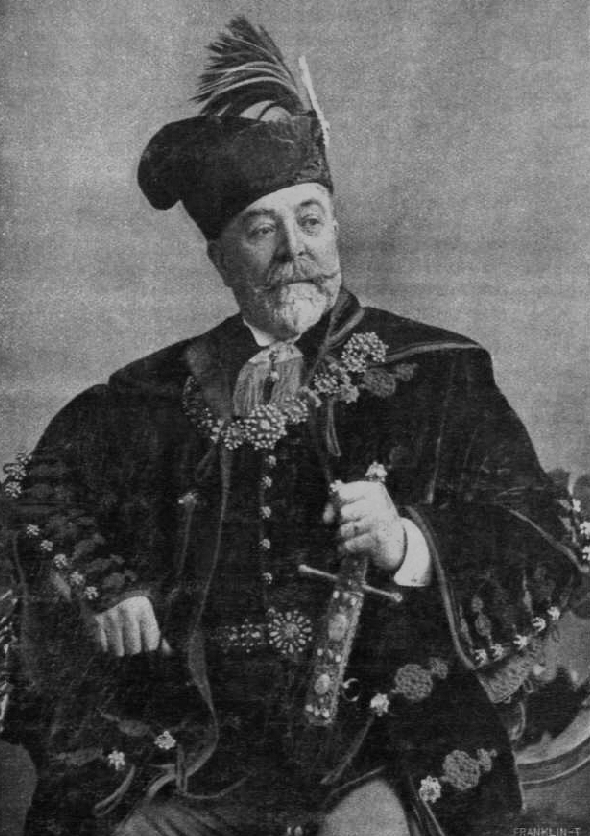
Gábor Ugron

Gábor Ugron von Ábránfalva der Ältere (* 15. April 1847 in Szombatfalva bei Székelyudvarhely; † 23. Januar 1911 in Budapest) war ein ungarischer Politiker und Reichstagsabgeordneter.

## Leben
Ugron studierte Jura in Wien und Pest und legte anschließend die Richterprüfung ab. 1869 diente er als Einjährig-Freiwilliger im K.u.k. Infanterieregiment Nr. 37 und kämpfte 1871 im Deutsch-Französischen Krieg im Regiment von Giuseppe Garibaldis Sohn Ricciotto auf der Seite Frankreichs. Während der Pariser Kommune hielt er sich als Berichterstatter der Budapester Zeitung „Ellenőr“ in Paris auf und wurde nach seiner Rückkehr nach Ungarn 1872 Reichstagsabgeordneter und schloss sich im Folgejahr der Unabhängigkeits- und 48er-Partei an. 1878 gründete er die Ugron-Partei und war bis 1896 Mitglied des Reichstags. Ab 1899 wurde er erneut Abgeordneter und gehörte der Opposition an. Er war scharfer Kritiker der Außenpolitik Österreich-Ungarns und des Dreibunds. Gleichzeitig trat er für eine Annäherung an Frankreich und die Gründung einer ungarisch-französischen Bank ein. Ugron starb 1911 als Abgeordneter in Budapest. Sein gleichnamiger Sohn wurde später Innenminister Ungarns.